# Shavei Israel
Shavei Israel (Hebreu: שבי ישראל‎, Israel Regressa) é uma organização Judia sediada em Israel que quer alcançar descendentes e supostos descendentes de Judeus à volta do Mundo e tem por meta fortalecer a ligação deles com Israel e o povo Judeu. Fundada por Michael Freund, ainda com o nome de Amishav (Hebreu para "My People Return"), embora oficialmente as duas sejam organizações distintas (ver mais abaixo) nos anos de 1970, Shavei Israel localiza Judeus perdidos e comunidades Judias escondidas e assiste-as com o regressar às suas raízes. A equipa da organização é composta de académicos, educadores e figuras rabínicas. Apesar desta aparente respeitabilidade da organização e dos seus objectivos, tem sido criticada de usar grupos não realmente Hebraicos para povoar regiões disputadas pelos Árabes, de forçar os novos convertidos a seguir uma versão do Judaísmo e da cultura judia ligada com os Asquenazis sobre a dos seus antepassados.

## Objectivos
Shavei Israel é activa em nove países diferentes com uma variedade de comunidades, mais notáveis sendo os Bnei Menashe do nordeste da Índia, que eles defendem são descendentes de uma das Dez Tribos Perdidas de Israel.
Shavei Israel está também extensivamente envolvida com as comunidades emergentes em Espanha, Portugal, América do Sul e Central, buscando pessoas cujos antepassados Sefárdicos foram forçados a converter ao Catolicismo durante as inquisições Espanhola e Portuguesa nessas terras. Os descendentes desses convertidos forçados eram conhecidos como Marranos, são também conhecidos como criptojudeus se mantiveram a sua fé judia em segredo, ou como Anussim se gerações mais tardias eventualmente abraçaram o Catolicismo e perderam todas as ligações com as suas raízes Judias.
Em anos recentes, Shavei Israel tem vindo a assistir um número crescente de Judeus Escondidos da era do Holocausto na Polónia quer têm começado a descobrir as raízes Judias das suas famílias. A organização está a permitir-lhes desempenhar um papel activa no reclamar da sua identidade Judia e reconstruir a vida Judia na Polónia.
Shavei Israel ajuda pessoas cuja Judaicidade foi perdida através de re-assimilação cultural a voltar a conectar com o povo Judeu.
Shavei Israel insiste que não é uma organização missionária, mas simplesmente um grupo tentando voltar a conectar pessoas com as suas raízes Judias.

## Actividades
Shavei Israel patrocina rabbis e professores a trabalhar com vários grupos de verdadeiros ou supostos "Judeus perdidos" em lugares tão longínquos como Índia e a Península Ibérica. Rabbis da Shavei Israel estão actualmente colocados em Palma de Maiorca, Barcelona, Valencia e Sevilha em Espanha, Belmonte no norte de Portugal, Brasil, Cracóvia e Wroclaw na Polónia, e nos Shavei Israel Hebrew Centers em Mizoram e Manipur, na Índia do Nordeste.
Mais recentemente Shavei Israel enviou o Rabbi Shlomo Zelig Avrasin às comunidades Judias Subbotnik na Rússia..
A Shavei Israel oferece várias opções educacionais em Israel, incluindo Machon Miriam, o único instituto de conversão e regresso de-língua-Espanhola em Jerusalém. Dúzias de criptojudeus Espanhóis e Portugueses formam-se do Machon Miriam cada ano, e procedem depois a passar por conversão formal pelo Rabino Chefe de Israel. 
A Shavei Israel é largamente responsável pelo reconhecimento Rabino Chefe dos Bnei Menashe como descendentes de Israel em Março de 2005, o que preparou o caminho para centenas de membros da comunidade moverem-se para o Estado Judeu.
A Shavei Israel tem assistido acima de uns 1,700 Bnei Menashe a fazerem Aliyah (imigrar para Israel). A organização continua a trabalhar com a comunidade Bnei Menashe em Israel assistindo-os na sua integração na sociedade Israelita. Porém outros 7,200 Bnei Menashe ainda permanecem na Índia, e embora esperem que os Shavei Israel Hebrew Centers trabalhem com a comunidade para estabelecer a Aliyah ao ensinar-lhes Hebreu para o dia quando também eles irão ser capazes de ir para Israel.
A Shavei Israel tem também publicado uma série de livros sobre Judaísmo numa dúzia de línguas, incluindo Chinês, Japanês, Mizo, Espanhol, França, Português, Russo e Alemão.
A Shavei Israel também ajuda pessoas que converteram-se ao Judaísmo para fazer Aliyah.

## Criticismo
A Shavei tem ficado sobre criticismo pela sua visão limitada do Estatuto Judeu e da Judaicidade. Muitas noções rabínicas e seculares afirmam que um Judeu é sempre um Judeu, não importando o quanto ele ou ela se afastar da tradição rabínica. As leis para Anussim Sefárdicos sustidas por rabinos e sábios rabínicos Sefárdicos há mais de 600 anos definiram “anussim” como qualquer Judeu forçado a abandonar prática legal Judia, mas ainda permanece Judeu seja como for, visto que, na lei rabínica, um anussim não precisa de ser formalmente convertido (embora trabalhadores da Shavei afirmem não converter no sentido restrito, pessoas que contactam com os seus projectos frequentemente usam o termo conversão), e nalgumas opiniões rabínicas os Anussim retêm um estatuto mais elevado que um Judeu livre para observar o Judaísmo no interior de uma comunidade Judia.
Tem também sido acusada de dar só alguma atenção a grupos como os Chuetas e Maiorca e os Judeus de Belmonte, os quais “têm sido abandonados pelos Sephardim”, e essa atenção dada pela Shavei vem sempre acompanhada de “algumas inconsistências históricas e dialéticas”. A Shavei é frequentemente acusada de favorecer modos Asquenazis, ignorando o Rabinado Chefe Sefardita de Israel e ignorando que estas populações são “Judeus Sefarditas com costumes e modos específicos no viver sob a halakha.” A sua falta de transparência é também um alvo usual de criticismo. A estrutura de-cima-para-baixo e clericalismo excessive da Shavei é também criticada, visto que ignora que “ser um Judeu é também um assunto de acordo comunal” com as comunidades que tentam converter, algo que eles não tentam alcançar.
Estes críticos afirmam que o carácter não missionário da Shaveié um embuste, e que é feito pelo “Braço Secular” do governo Israelense. As dúvidas sobre a susposta separação de Amishav e Shavei são também notadas por críticos, e muito notada e acreditada pela opinião pública.
A Shavei podem também ser acusados de de enganar diferentes públicos ao usar a palavra “retorno” para defender as suas acções (“retorno” à nação Judia sendo compreendida de diferentes maneiras pelo governo israelense, rabinatos israelenses, e lei Judia).[citation needed] a lei de regresso Judia não inclui tébilah, para um meshumad (antigo herege) ou um anuss (Judeu convertido coercido).
Rabinos relacionados com a Shavei têm também sido acusados de ter tornado tensas relações com tradições espirituais não-Ortodoxas locais e favorecendo tradições Israelenses.
Enquanto Freund e os seus apoiantes afirmam que os seus críticos envolvem-se em Lashon haRá (má lingua/rumores), eles respondem que muitas publicações da Shavei levam em erro leitores e Sephardim-Anussim e têm muitas transgressões da lei Judia, e que estão realmente a preservar a Lei Judia ao atacar as suas acções. Eles acusam a Shavei de não ser transparente sobre os seus motivos, enganando Bnei Menashe para os usar como colonos em areas disputadas com populações Árabes, de tratar Sephardim-Anusim como convertidos ao Judaísmo Gentios (negando-lhes assim a sua ancestralidade e verdadeira cultura) e de os “Asquenazizar” [citation needed].

Bandeira dos Bnei Menashe

As acções da Shavei para com os Bnei Menashe são especialmente criticadas e analisadas. Em 1979 a Amishav, uma organização Israelita fundada pelo Rabbi Eliyahu Avichail e dedicada a localizar as Tribos Perdidas de Israel (com o objectivo de contrair o aumento populacional de uma população Árabe a “aburguesar-se” pelo seu retorno em massa), ouviu sobre um grupo na Índia que afirmavam descender de Israelitas. O Rabbi viajou à Índia várias vezes durante os anos de 1980 para investigar as reivindicações. Convencidos de que os Bnei Menashe eram de facto descendentes de Israelitas, dedicou-se a convertê-los ao Judaísmo Ortodoxo e facilitar a sua aliyah com fundos fornecidos por benfeitores como a Irmandade Internacional de Cristãos e Judeus (International Fellowship of Christians and Jews), uma organização EU-Israelita que levanta fundos de Cristãos evangélicos para causas Judias. Por influência do envolvimento da Shavei e outras organizações Judias relacionadas, de 1994 a 2003 800 Bnei Menashe fizeram Aliyah para Israel, a maioria indo para colonatos Judaicos. 
Em 1998, o tradutor EU-Israelense e colunista do New York Sun Hillel Halkin viaja à Índia com o Rabbi Avichail para se encontrar com os Bnei Menashe e escreve um livro largamente-analisado sobre isso intitulado Across The Sabbath River (2002). As conclusões de Halkin foram que a imensa maioria dos Kuki-Mizos não descendem da tribo perdida de Manassés mas pequenos numerous podem de facto descender desta, e ter passado a sua história e tradições ao restante povo Kuki-Mizo people. O Rabbi deixa a liderança da Amishav para o colunista do Jerusalem Post e antigo vice director de comunicações e de planeamento de políticas do gabinete do Primeiro-MinistroMichael Freund, que funda a Shavei Israel. Em 2003, o anteriormente apadrinhado pela Shavei Hillel Halkin começa a colecionar 350 amostras genéticas de Mizo-Kuki que são testadas no Technion – Instituto da Tecnologia de Israel de Haifa sob os auspícios do Prof. Karl Skorecki. De acordo com o falecido erudito de pesquisa Mizo, Isaac Hmar Intoate, que ajudou a coleccionar as amostras, nenhuma prova foi encontrada que parecia indicar uma origem Médio-Oriental para os Mizo-Chin-Kuki.
Em 2003 o Ministro do Interior Israelita Avraham Poraz congelou indefinidamente a imigração dos Bnei Menashe (depois de acusações de Ofir Pines-Paz, futuro Ministro da Ciência e Tecnologia de que os Bnei Menashe estavam “sendo cinicamente explorados por fins políticos", fixação nos colonatos nas disputadas áreas da Faixa de Gaza e da Cisjordânia/Judeia e Samaria. Em Agosto do ano seguinte em resposta a esta acção, o Rabino Chefe Sefardita Israelita Shlomo Amar envia um comité rabínico para investigar as origens do Bnei Menashe. Em 2004, testes de ADN no Laboratório de Ciência Forense Central de Calcutá afirmaram ter descoberto provas de genes do Médio Oriente entre uma amostra de Mizo-Kuki-Chin num artigo da internet intitulado Tracking the genetic imprints of lost Jewish tribes among the gene pool of Kuki-Chin-Mizo population of India. Este artigo está ainda por ser avaliado mas levou já a algumas respostas críticas (pelo Prof. Shorecki num artigo no Haaretz, referida por um artigo da BBC News no mesmo dia como indicando via paterna não Judia mas via materna possivelmente médio-oriental, referindo ao mesmo tempo que "right wing Jewish groups wanted such conversions of distant people to boost the population in areas disputed by the Palestinians", e Hillel Halkin descreveu como contactou dois dos autores "V.K. Kashyap e Bhaswar Maity, com um pedido de informação adicional", mas a informação não só não foi fornecida como Kashyap e Maity nunca publicaram o artigo, o que o sujeitaria a avaliação pelos seus pares).
Graças ao lobbying da Shavei e estes testes de ADN duvidosos, em março de 2005 o Rabino Shlomo Amar anunciou o reconhecimento dos Bnei Menashe por Israel e sua possibilidade de imigração sobre a Lei de Retorno, depois de uma conversão completa em face da sua separação do Judaísmo. Em Junho de 2005 os Bnei Menashe completam a construção de um mikvá, um tanque para banho ritual, em Mizoram sob supervisão de rabinos Israelitas de maneira a começar o processo de conversão ao Judaísmo. Pouco depois, um mikvá similar foi construído em Manipur (a Shavei esteve envolvida em todo este processo de conversão e imigração em massa). Nos meados-de-2005, com a ajuda de Shavei Israel e o conselho local de Kiryat Arba, os Bnei Menashe abriram o seu primeiro centro comunitário em Israel. Isto é visto pelos críticos da Shavei como mostra da sua concessão errada de conversão para elementos que (a serem geneticamente confirmados como “Judeus perdidos”) ainda são de facto Judeus.
Freund muitas vezes fala dos Bnei Menashe de um ponto de vista de utilidade para Israel: chama-lhes "uma benção para o Estado de Israel" por serem "Judeus dedicados e Sionistas comprometidos", acredita que "grupos como os Bnei Menashe constituem uma reserva demográfica e espiritual alargada, por utilizar, para Israel e o povo Judeu" e no seu apoio à fixação de 218 Bnei Menashe na Alta Nazaré e Karmiel em Novembro de 2005 expressado ao Jerusalem Post ("depois do que o Norte passou este Verão durante a guerra do Líbano, é especialmente significativo que os Bnei Menashe irão ajudar a fortalecer e revitalizar esta parte de Israel"). Nas últimas duas décadas cerca de 1,700 Bnei Menashe mudaram-se para Israel, principalmente colonatos na Cisjordânia e Faixa de Gaza (até à retirada).
A Shavei e a Amishav podem ser acusadas de criarem divisão entre o povo Bnei Menashe: em entrevista à revista Grassroots Options do Nordeste da Índia Halkin explicou que "Avichail é hoje um homem na casa dos setenta, e, há vários anos, convencido de que a Amishav precisava de uma liderança mais jovem, cedeu a sua posição a um jornalista Americano-Israelita, Michael Freund. Os dois (Avichail e Freund) derradeiramente chocaram sobre questões organizacionais, e Freund deixou Amishav e fundou uma organização chamada Shavei Israel. Ambos os homens têm os seus apoiantes no interior da comunidade B’nei Menashe em Israel, embora Avichail continue a ser a figura mais influencial e admirada." Acrescentou que "rivalidades tribais e clãs Kuki-Mizo tribal têm também desempenhado um papel no cisma, com alguns grupos apoiando um homem e alguns o outro. Porque Freund é independentemente rico, a Shavei Israel é a melhor financiada das duas organizações e tem sido capaz de conduzir mais actividades, particularmente na área de apoiar educação judaica para os B'nei Menashe em Aizawl e Imphal". Entre os Mizo-Kuki fora dos Bnei Menashem os actos da Shavei também causaram tensão, provocando forte controvérsia com as igrejas evangélicas maioritárias entre esses grupos étnicos (principalmente durante o debate televisivo entre o Dr Biaksiama do Centro de Pesquisa Cristão Aizawl e Lalchanhima Sailo, fundador da Convenção do Povo Israel Chhinlung (CIPC), uma organização Mizo secessionista que pelo contrário prefere criar nações Israelitas Mizo independentes dentro da Índia ao retorno a Israel. Biaksiama também foi autor de Mizo Nge Israel? (Mizo ou Israelita?) sobre este tema.
Este assunto preocupa pessoas na índia fora das etnias Mizo-Kuki. Como o Dr. Biaksiama afirma “a conversão em massa por sacerdotes estrangeiros irá levantar uma ameaça não só à estabilidade social na região, mas também à segurança nacional. Um grande número de pessoas renegará lealdade à União da Índia, como todos irão tornar-se elegíveis para uma cidadania estrangeira”.
A acção da Shavei também afectou as próximas e saudáveis relações entre Israel e a Índia, motivando mesmo o governo Israelita a parar as conversões em Novembro de 2005 para acalmar as preocupações dos governantes Indianos. Esta decisão não só piorou as relações dos Bnei Menashe com o governo Indiano (que defenderam as acções dos rabinos Israelenses e afirmaram que a conversão por rabinos Israelenses só formalizava conversões anteriores e não contava como proselitização à luz da lei Indiana), mas também de alguns grupos Hindus com o governo (que afirmavam que o mesmo cuidado a favor dos Cristãos Mizo-Kuki ante a conversão ao Judaísmo não foi mostrada pelo governo para a conversão de Hindus por grupos Cristãos). Freund tomou uma postura agressiva contra o governo e ameaçou mesmo o Ministro responsável de que o levaria ao Supremo Tribunal se não facilita-se a chegada dos Bnei Menashe. Ante a decisão a Outubro de 2007 de passar a tomar decisões sobre entrada em Israel e conversão em massa em reuniões de Gabinete e não por um só ministro (na tentativa de dificultar tomada de decisões), Freund novamente prometeu combater o governo nesta questão. Apesar destas tensões a Shavei não deixou de continuar levas de gente em Novembro de 2006 (primeiro grupo de 100 Mizoram), Agosto de 2007 (mais de 260 Bnei Menashe e em Janeiro de 2009 (mais de 200 Bnei Menashe). Em Janeiro de 2010 o governo Israelense anuncia que os 7,200 Bnei Menashe restantes podem fazer Aliyah dentro de um período de 1-2 anos depois de passarem por conversão no Nepal.

## Ligações Externas
- Site da web de Shavei Israel
- Canal da Shavei no Youtube
- Saudades, um site relacionado-com-a-Shavei sobre história e assuntos Sefarditas Portugueses
- Sephardim, um site relacionado-com-a-Shavei sobre os Sefarditas
- artigo crítico da Shavei em JVoices